# Nerazio Prisco
Lucio Nerazio Prisco (in latino Lucius Neratius Priscus; Saepinum, 50 – ...) è stato un militare, politico e giurista romano.

## Biografia
Nato a Saepinum l'attuale Sepino in Molise dalla famiglia dei Neratii, che aveva rivestito sin dall'età repubblicana magistrature locali e nota da fonti epigrafiche e letterarie. Percorrendo velocemente il cursus honorum, divenne famoso sulla scena politica romana con l'incarico di consul suffectus del 97 durante il breve regno di Nerva e poi come funzionario di fiducia dell'imperatore Traiano e membro del consilium principis del suo successore, Adriano.

## L'opera di giurista
Ben poco ci resta della sua opera giuridica, a parte i titoli dei suoi lavori e qualche estratto di alcuni di essi recepito nel Digesto giustinianeo. Fu contemporaneo di Giuvenzio Celso Figlio ed insieme a lui fu a capo della scuola giuridica proculiana ispirata da Labeone. 
Conformemente alla sua idea di uno "ius che può e deve essere concluso" (D. XXII,6,2) compilò quindici libri di Regulae, tre di Responsa e sette di Membranae (un'opera in cui l'analisi delle disposizioni del ius civile e del ius honorarium è interpolata da riflessioni dogmatiche e dalla casistica correlata), di cui abbiamo parziale testimonianza nel Digesto. Da citazioni in altri autori apprendiamo inoltre che scrisse anche un De Nuptiis, tre libri Ex Plautio e una raccolta di Epistulae in quattro libri.
La sua opera appare di minor rilievo rispetto a quella del suo contemporaneo Celso figlio.